# Kangrong (sockenhuvudort i Kina, Heilongjiang Sheng, lat 46,19, long 126,25)
Kangrong (kinesiska: 康荣, 康荣乡) är en sockenhuvudort i Kina. Den ligger i provinsen Heilongjiang, i den nordöstra delen av landet, omkring 58 kilometer nordväst om provinshuvudstaden Harbin. Antalet invånare är 24 394. Befolkningen består av 12 400 kvinnor och 11 994 män. Barn under 15 år utgör 15,0 %, vuxna 15-64 år 78 %, och äldre över 65 år 6,0 %.
Runt Kangrong är det ganska tätbefolkat, med 248 invånare per kvadratkilometer. Närmaste större samhälle är Lanxi, 7,5 km norr om Kangrong. Trakten runt Kangrong består till största delen av jordbruksmark.
Genomsnittlig årsnederbörd är 753 millimeter. Den regnigaste månaden är juli, med i genomsnitt 195 mm nederbörd, och den torraste är januari, med 7 mm nederbörd.